# Saint-Philbert-sur-Orne
Saint-Philbert-sur-Orne ist eine französische Gemeinde mit 112 Einwohnern (Stand 1. Januar 2022) im Département Orne in der Region Normandie.

## Geografie
Die Gemeinde liegt in der Normannischen Schweiz, 16 Kilometer nordöstlich von Flers. Nachbargemeinden sind Ménil-Hubert-sur-Orne, Ségrie-Fontaine und Le Mesnil-Villement. Im Westen wird die Gemeinde von der Rouvre begrenzt, im Osten von der Orne.

## Kultur und Sehenswürdigkeiten
Saint-Philbert-sur-Orne ist für den Aussichtsfelsen Roche d’Oëtre bekannt, der sich auf dem Gemeindegebiet befindet. Er erhebt sich 118 Meter über das Tal der Rouvre.

## Demografie

### Bevölkerungsentwicklung
| Jahr      | 1962 | 1968 | 1975 | 1982 | 1990 | 1999 | 2007 | 2019 |
| Einwohner | 166  | 154  | 150  | 156  | 129  | 126  | 131  | 119  |

### Altersstruktur
11 Prozent der Bevölkerung sind 19 Jahre alt oder jünger. 10 Prozent der Bevölkerung sind 75 Jahre alt oder älter.